# Brigada del Sud d'Armagh (IRA Provisional)
La Brigada del Sud d'Armagh (en anglès: South Armagh Brigade) de l'Exèrcit Republicà Irlandès Provisional (IRA o PIRA), va ser una brigada paramilitar que va operar durant el conflicte nord-irlandès al sud del comtat d'Armagh. Es va organitzar en dos batallons, un a la zona de Jonesborough i l'altra al voltant de Crossmaglen. Es creu que va ser dirigida des dels anys 70 per Thomas 'Slab' Murphy, que també va ser un presumpte membre del Consell de l'Exèrcit de l'IRA. La dècada de 1990 es creia que la brigada estava formada per uns 40 membres, la meitat dels quals vivien al sud de la frontera. Amb relació a les altres brigades dels provos, la del sud d'Armagh va conservar més temps una estructura organitzativa de batalló tradicional, i només després de reiterades falles d'intel·ligència va adoptar l'organització cel·lular imposada per l'IRA. La brigada va tenir una de les capacitats militars de més llarg abast durant el conflicte, incloent un relatiu control del seu territori que va obligar els britànics a desplaçar-se en helicòpter.
Entre el 1970 i el 1997, es considera que la brigada va ser responsable de la mort de 165 membres de les forces de seguretat britàniques (123 soldats britànics i 42 oficials de la Royal Ulster Constabulary (RUC). 75 civils més van morir a la zona durant el conflicte, així com deu membres de la pròpia Brigada. La RUC va registrar 1.255 atemptats i 1.158 trets al voltant d'un radi de deu milles del centre geogràfic del sud d'Armagh en el mateix període. A banda de l'activitat paramilitar, la brigada ha estat sovint acusada de contraban a la frontera irlandesa.

## Orígens
El sud d'Armagh té una llarga tradició de militància republicana irlandesa. Molts homes de la zona van servir a la Quarta Divisió del Nord de l'Exèrcit Republicà Irlandès durant la Guerra d'Independència irlandesa (1919–21) i, a diferència de la majoria de la resta de l'IRA d'Irlanda del Nord, al bàndol republicà durant la Guerra Civil Irlandesa (1922-23). Homes de la zona també van participar en campanyes de l'IRA als anys 1940 i 1950. La proximitat a la frontera amb la República, amb els vincles económics i socials que això suposa, ha fet sempre del Sud d'Armagh un territori on la majoria de la població rebutja el domini britànic, i on el comportament del propi Exèrcit durant el conflicte va anar reforçant l'hostilitat. A l'inici del període conegut com The Troubles, l'agost de 1969, es van produir un atac a la caserna de la RUC a Crossmaglen, en represàlia pels atacs a les àrees catòliques de Belfast en els aldarulls d'aquell estiu. Després de la divisió de l'IRA aquell any mateix any, entre oficials i provisionals, la unitat del Sud d'Armagh va fer costat a l'IRA Provisional. L'agost següent, dos agents de la RUC van morir per un cotxe bomba a Crossmaglen.

## Anys 70
La campanya militar de la brigada del Sud d'Armagh de l'IRA Provisional va començar pròpiament el 1971. El 7 d'agost d'aquell any, l'Exèrcit britànic va mnatar Harry Thornton, un treballador del clavegueram de 29 anys del Sud d'Armagh. Ell i el seu company van ser Arthur Murphy van ser confosos amb homes armats. Murphy va resultar ferit i detingut per la RUC. L'incident va causar indignació entre els habitants del Sud d'Armargh, i el clima hostil contra les forces de seguretat britàniques va proporcionar a l'IRA nous reclutes.
A principis dels anys setanta, la brigada es dedicava principalment a emboscades contra patrulles de l'Exèrcit britànic. En una emboscada d'aquest tipus, a l'agost del 1972, un cotxe blindat Ferret va ser destruït per una mina terrestre de 600 lliures i va matar un soldat. També es van produir freqüents atacs armats a patrulles a peu. Viatjar per terra per la zona va acabar sent tan perillós que l'Exèrcit britànic va començar a utilitzar helicòpters per transportar tropes i proveir les seves bases, una pràctica que va haver de mantenir-se fins a finals dels anys noranta. Segons l'autor Toby Harnden, la decisió es va prendre poc després que un vehicle blindat Alvis Saracen fos destruït per una bomba prop de Crossmaglen. El voluntari de l'IRA Éamon McGuire, un antic enginyer d'Aer Lingus, i el seu equip, afirmen que van ser els responsables de fer que fer fora l'exèrcit de les carreteres del Sud d'Armagh. Va ser identificat com a cap tècnic de l'IRA per l'Agència Central d'Intel·ligència (CIA). Un altre destacat comandant de l'IRA en aquell moment era l'oficial comandant del primer batalló, el capità Michael McVerry. Finalment va ser assassinat durant un atac contra la caserna de la RUC de Keady, el novembre de 1973. En aquesta època, els enginyers de l'IRA a South Armagh van ser pioners en l'ús de morters casolans que eren poc precisos però altament destructius.
El 1975 i el 1976, a mesura que augmentava la violència sectària a Irlanda del Nord, l'anomenada Força d'Acció Republicana del Sud d'Armagh, un nom que ocultaria l'autoria de la Brigada de l'IRA, va dur a terme dos atacs contra protestants. El setembre de 1975 van atacar una lògia de l'Orde d'Orange a Newtownhamilton, matant cinc membres de la lògia. Aleshores, el gener de 1976, després d'una sèrie d'atacs de la Força Voluntària de l'Ulster (UVF), paramilitars lleialistes, contra civils catòlics a les zones frontereres (inclosos els assassinats de Reavey i O'Dowd el dia anterior), el grup va disparar i matar deu treballadors protestants en l'anomenada Massacre de Kingsmill, prop de Bessbrook: l'autobús dels treballadors va ser aturat, fent baixar a l'únic treballador catòlic, abans d'assassinar els altres. Com a resposta, el govern britànic va declarar que enviava el Servei Aeri Especial (SAS) a South Armagh, tot i que el SAS havia estat present a la zona des de feia molts anys.
A finals dels anys setanta, l'IRA Provisional s'havia reestructurat en un sistema cel·lular amb les unitats de servei actiu (ASU). Al Sud d'Armagh, però, la reduïda comunitat rural i les connexions familiars dels membres de l'IRA van disminuir el risc d'infiltració, i es va conservar la seva estructura tradicional de "batalló". El 17 de febrer de 1978, el comandant del 2n batalló Royal Green Jackets, el tinent coronel Ian Corden-Lloyd, va ser assassinat i altres dos soldats ferits quan l'helicòpter Gazelle on viatjaven va ser atacat per una unitat de l'IRA prop de Jonesborough. En aquell moment, a terra s'estava produint un enfrontament a trets entre soldats britànics i membres de la brigada del Sud d'Armagh. L'helicòpter es va estavellar mentre feia maniobres evasives després de ser disparat des del costat est de la carretera d'Edenappa. Els subordinats de Corden-Lloyd havien estat acusats de brutalitat contra civils catòlics a Belfast el 1971. L'agost de 1979, una unitat del Sud d'armarg va matar 18 soldats en l'anomenada emboscada de Warrenpoint. Aquesta va ser l'episodi amb més baixes sofert per l'Exèrcit britànic en el seu desplegament a Irlanda del Nord (Operació Banner).
Diversos membres de l'IRA del Sud d'Armarg van ser empresonats a finals dels anys setanta, i van participar en la Blanket protest i la Dirty protest, que reivindicaven un estatus polític per als presos republicans. Raymond McCreesh, un home del Sud d'Armagh, era un dels deu vaguistes de fam republicans que van morir per aquest objectiu a la vaga de fam del 1981. La brigada del Sud d'Armagh va prendre represàlies per la mort dels vaguistes, matant cinc soldats britànics amb una mina que va destruir el seu vehicle blindat prop de Bessbrook.

## Anys 80

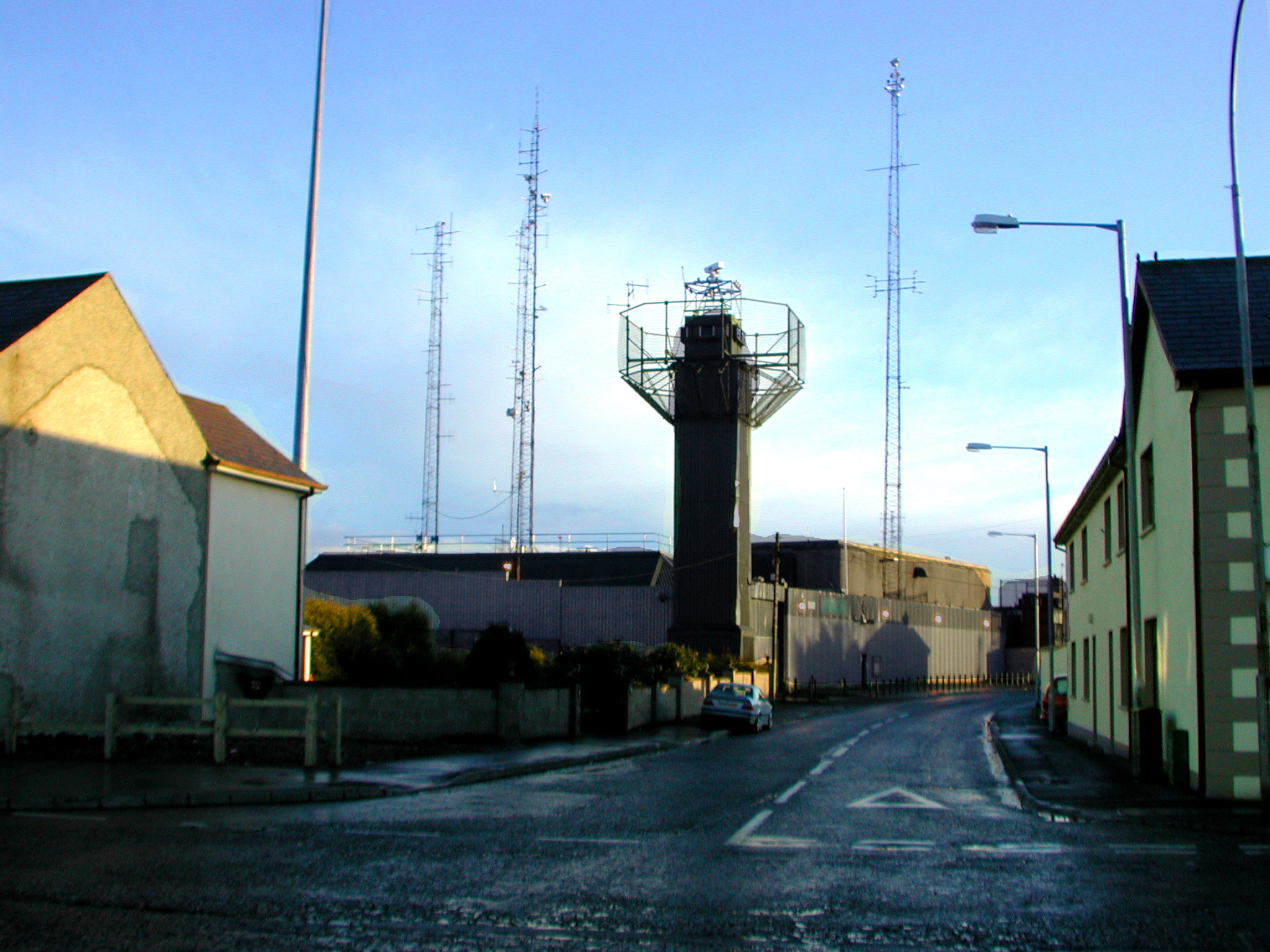
Una caserna de la Royal Ulster Constabulary (RUC) a Crossmaglen, la localitat més gran del sud d'Armagh.

A mitjans de la dècada de 1980, la brigada de l'IRA va centrar els seus atacs contra la RUC, i va matar 20 dels seus membres entre 1984 i 1986. Nou d'aquests van ser assassinats en l'atac de morter de Newry, el febrer de 1985. El Sud d'Armagh es va convertir en la zona més militaritzada d'Irlanda del Nord. En una zona amb una població de 23.000 habitants, l'Exèrcit britànic va desplegar fins a 3.000 efectius per donar suport a la RUC i contenir l'activitat paramilitar. El 1986, l'Exèrcit britànic va instal·lar deu torres de vigilància a les muntanyes del Sud d'Armagh. Aquestes bases van actuar com a centres de recollida d'informació, i també van permetre a l'Exèrcit britànic patrullar la zona amb més seguretat. Entre 1971 i la instal·lació d'aquests punts, l'IRA va matar 84 membres de les forces de seguretat a les zones de Crossmaglen i Forkhill. Després, les xifres es van reduir un terç, i van morir 24 membres de les forces de seguretat, a més d'un jutge i la seva dona, van morir a les mateixes zones.
El març de 1989, dos oficials superiors de la RUC van morir en una emboscada a prop de Jonesborough. El superintendent en cap Harry Breen i el superintendent Bob Buchanan tornaven d'una reunió amb la Garda Síochána, a la República d'Irlanda, on havien estat discutint una sèrie de qüestions, incloses maneres de combatre els atacs de l'IRA a la connexió ferroviària transfronterera, quan van ser emboscats. Aquest incident va ser investigat pel Tribunal Smithwick, sobre una suposada connivència entre l'IRA i els Gardaí. Com a comandant de divisió de South Armagh, Breen va ser el policia de major grau assassinat durant els conflicte nord-irlandès.

## Anys 90
A finals dels anys vuitanta i principis dels noranta, l'IRA es trobava en la circumstància de que nou de cada deu operacions previstes no es materialitzaven. En aquest context, la brigada del Sud d'Armagh va continuar destacant per mantenir una gran capacitat operativa i un ampli suport entre la població de la zona. El 1991, la RUC va reconèixer que cap patrulla mòbil havia operat al Sud d'Armagh sense el suport de l'exèrcit des de 1975.
El 30 de desembre de 1990, el membre del Sinn Féin i voluntari de l'IRA Fergal Caraher, va ser assassinat per Royal Marines prop d'un punt de control a Cullyhanna. El seu germà Michael Caraher, que va resultar greument ferit durant el tiroteig, es va convertir després en el comandant d'una de les unitats de franctiradors del Sud d'Armagh. Aquestes unitats van ser responsables de matar set soldats i dos membres de la RUC fins que l'equip de Caraher va ser finalment capturat pel Servei Aeri Especial (SAS), l'abril de 1997. La brigada del Sud d'Armagh també va fabricar les bombes que es van utilitzar per destruir objectius econòmics a Londres, durant la dècada de 1990, i que van atacar especialment el districte financer. Els camions bomba van ser enviats a Anglaterra amb ferri. El 22 d'abril de 1993, la unitat de l'IRA de South Armagh va prendre el control del poble de Cullaville, prop de la frontera amb la República, durant dues hores. El fet que l'IRA executés l'acció malgrat la presència d'una torre de vigilància de l'Exèrcit britànic a prop, va causar indignació entre els cercles parlamentaris britànics i irlandesos.
La brigada del sud d'Armagh va ser, amb diferència, la brigada IRA més efectiva a l'hora d'abatre helicòpters britànics durant el conflicte. Van dur a terme 23 atacs contra helicòpters, i en van fer caure cinc: el Gazelle abatut el febrer de 1978 prop de Jonesborough, un Lynx el juny de 1988, un segon Lynx el febrer de 1991, mentre que el 1994 un altre Lynx i un RAF Puma van ser abatuts el març i el juliol del 1994 respectivament. El periodista Toby Harnden considera l'abatiment del Lynx del 1994 durant un atac de morter contra la caserna de Crossmaglen com l'operació de l'IRA amb més èxit contra un helicòpter en el transcurs del conflicte. Un equip de televisió de Dublín va filmar un atac de metralladora sostingut contra un helicòpter, el març de 1991, davant del Crossmaglen Health Center. No hi va haver cap reacció de la seguretat britànica, tot i que la base de l'exèrcit i la RUC es trobava a només 50 iardes de distància. L'únic atac amb èxit de l'IRA contra un helicòpter de l'exèrcit a fora del Sud d'Armagh, va ser dut a terme l'11 de febrer del 1990 per la brigada East Tyrone prop de Clogher, al comtat de Tyrone.

## Treva, procés de pau i dissidència
L'alto el foc de l'IRA de 1994 va ser un cop dur per a la brigada Soudel Sud d'Armagh, ja que va permetre a les forces de seguretat operar obertament a la zona sense por de ser atacats, i aconseguir informació sobre els membres de l'IRA. Quan l'IRA va reprendre la seva campanya el 1996-97, l'IRA del sud d'Armagh ja era menys activa que abans, tot i que una de les unitats de franctiradors va matar un soldat i va ferir greument un agent de la RUC. Però els franctiradors també van perdre alguns dels seus membres més hàbils, com Mícheál Caraher, que van ser detingut i empresonat poques setmanes abans del segon alto el foc. La captura de l'equip de franctiradors va ser l'únic èxit important per a les forces de seguretat a la zona en més d'una dècada. L'última gran acció de la brigada abans de l'últim alto el foc de l'IRA va ser un atac de morter contra la caserna de la RUC i l'Exèrcit a Newtownhamilton, el 12 de juliol de 1997.
El 1997, diversos membres de Jonesborough i Dromintee, de la brigada del Sud d'Armagh, van seguir Michael McKevitt quan aquest va abandonar l'IRA Provisional a causa de l'acceptació dels principis de no-violència (Principis Mitchell) assumits en una Convenció General de l'Exèrcit de l'IRA (GAC) l'octubre d'aquell any, i van formar un grup dissident, l'IRA Autèntic (Real IRA, RIRA), que va rebutjar el procés de pau. El seu descontentament es va aprofundir amb l'aprovació del Sinn Féin de l'Acord de Divendres Sant el 1998. La major part de l'IRA del Sud d'Armagh va romandre dins del moviment provisional, però es va informar que la brigada ajudava els dissidents en diferents accions abans de la signatura de l'acord, entre les quals les bombes de Moira i Portadown, els atacs de morter contra una base de seguretat a Forkhill i una torre de vigilància a Glassdrumman.
L'atemptat d'Omagh d'agost de 1998, una acció de l'IRA Autèntic que va matar 29 civils, va ser preparada per republicans dissidents al Sud d'Armagh i va representar un punt d'inflexió en la cooperació de l'IRA local vers els grups dissidents. Des d'aleshores, es diu que Thomas Murphy i el lideratge de l'IRA a la zona es van reafirmar, expulsant els dissidents sota amenaça d'execució. Michael McKevitt i la seva dona, Bernadette Sands McKevitt, van haver d'abandonar el seu negoci a Dundalk.
Després que l'IRA Provisional anunciés la seva intenció de desarmar-se i acceptar mètodes pacífics el juliol de 2005, el govern britànic va anunciar un pla de desmilitarització complet que incloïa el tancament de totes les bases de l'Exèrcit britànic al Sud d'Armagh el 2007. El desmantellament de les instal·lacions militars del Sud d'Armagh, dins del procés de "normalització", va ser negociat en virtut de les disposicions de l'Acord de Divendres Sant, i era un dels principals objectius de l'estratègia republicana per a la regió, a canvi del desmantellament complet de l'arsenal de l'IRA. Un dels negociadors de Tony Blair en el procés, Jonathan Powell, va donar suport a la proposta de desmantellament ràpid dels republicans per a desactivar el rebuig al procés de pau a la zona.

## Contraban
S'ha acusat als líders de l'IRA a Sud d'Armagh d'estar relacionats activitats de contraban a gran escala, a través de la frontera irlandesa, de combustible i tabac entre d'altres béns. També de blanqueig de capitals i d'altres activitats il·legals que inclourien fraus per malversació de subvencions agrícoles i falses reclamacions de pèrdua de béns. El 2006, les autoritats britàniques i irlandeses van realitzar operacions conjuntes per frenar el contraban a la zona, confiscant els actius de Thomas Murphy, que has estat acusat ser un dels capitostos de l'IRA més implicats en aquestes activitats. El 22 de juny de 1998 es va produir un incident mortal relacionat amb el contraban de combustible prop de Crossmaglen, quan un antic treballador de Thomas Murphy, Patrick Belton, va atropellar i matar un soldat britànic que intentava aturar-lo mentre conduïa el seu camió de combustible en control militar. Belton va ser disparat i ferit per altres membres de la patrulla, però va aconseguir fugir cap a la República. Més tard va ser absolt de qualsevol càrrec, però finalment el 2006 va acordar pagar 500.000 euros per contraban transfronterer. Algunes fonts afirmen que les activitats de contraban no només van fer que la brigada del Sud d'Armagh fos autosuficient, sinó que també va proporcionar suport financer a la majoria de les operacions de l'IRA a Irlanda del Nord. El control de l'IRA sobre les carreteres a través de la frontera del Sud d'Armagh els va permetre imposar "impostos" a totes les empreses il·legals transfrontereres.